# Josse (Landes)
Josse település Franciaországban, Landes megyében. Lakosainak száma 1003 fő (2022. január 1.). Josse Orist, Pey, Saint-Geours-de-Maremne, Saint-Jean-de-Marsacq és Saint-Vincent-de-Tyrosse községekkel határos.

## Népesség
A település népességének változása:
| Lakosok száma | 347  | 454  | 581  | 689  | 864  | 850  | 850  | 869  | 914  | 1003 |
|               | 1968 | 1982 | 1990 | 2006 | 2013 | 2015 | 2017 | 2019 | 2020 | 2022 |